# Opuntia megacantha
Espèce
Classification phylogénétique
Statut CITES
Opuntia megacantha est une espèce du genre Opuntia, de la famille des Cactaceae.

## Description
Opuntia megacantha atteint une hauteur de 4 à 5 mètres. Les sections de tige en forme d'œuf inversé à oblongue sont vertes à légèrement gris-vert. Elles font entre 40 et 60 cm de long, voire plus. Les petites feuilles sont vertes ou violettes. Les petites aréoles brunâtres sont espacées de 4 à 5 cm et portent de petites glochides jaunes. Les 1 à 5 épines blanchâtres et divergentes ont une longueur de 2 à 3 cm.
Les fleurs jaune à orange atteignent une longueur de 8 cm. Les fruits ont une longueur de 7 à 8 cm.
Le caryotype est 2n = 88.

## Répartition
Opuntia megacantha est endémique du Mexique. Il se trouve dans les états de San Luis Potosí, Aguascalientes, Guanajuato und Zacatecas.

## Utilisation
Au Mexique, le jus d’Opuntia megacantha est mélangé avec du suif pour fabriquer des bougies.

## Source de la traduction
- (de) Cet article est partiellement ou en totalité issu de l’article de Wikipédia en allemand intitulé « Opuntia megacantha » (voir la liste des auteurs).